# Zweilanderpolder
De Zweilanderpolder is een polder en een voormalig waterschap in de Nederlandse provincie Zuid-Holland, in de toenmalige gemeenten Alkemade (nu gemeente Kaag en Braassem) en Warmond (nu gemeente Teylingen). Het waterschap was verantwoordelijk voor de waterhuishouding in de gelijknamige polders. De Zweilandermolen uit 1632 bemaalt de polder nog steeds op vrijwillige basis.
De polder grenst in het noorden aan de Kager plas Zweiland, in het westen aan de korte rivier de Zijp, in het zuiden aan het Vennemeer (ook een Kager plas) en in het oosten aan polderland binnen de gemeente Kaag en Braassem.
Aan de noordwestpunt van de polder, waar de Zijl en de Zijp uitmonden in het Zweiland, ligt de Kaagsociëteit.

## Zie ook

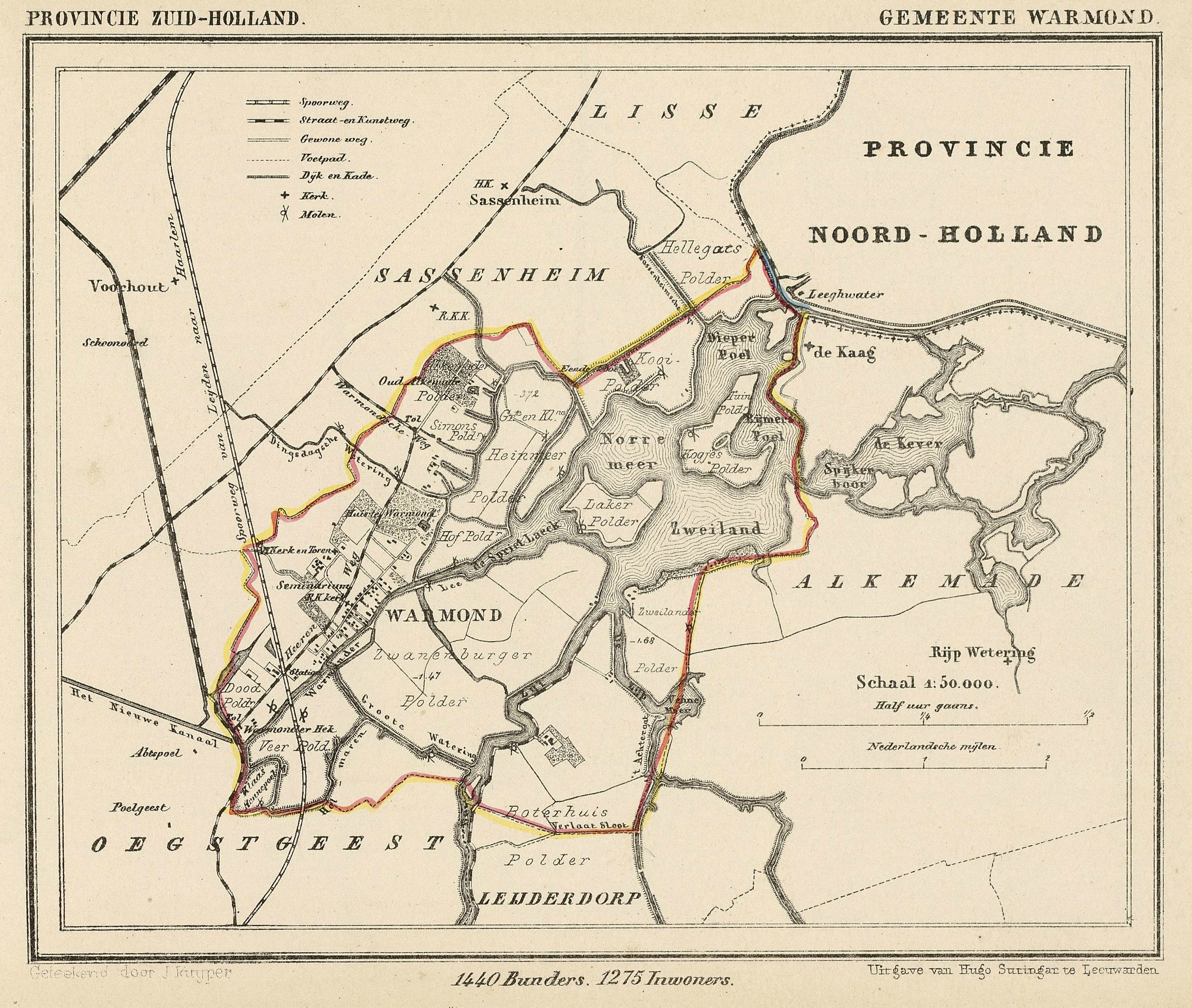
Een deel van de Zweilander Polder is gelegen in het oosten van de voormalige gemeente Warmond. Kaart uit ca. 1865.